# 정준호 (기자)
정준호(1986년 3월 10일 ~ )은 대한민국의 기자이다.

## 학력
- 제물포고등학교 졸업
- 서강대학교 경영학과 중퇴
- 연세대학교 경영학과 학사

## 경력
- 2013년 ~ 2014년 LG상사
- 2014년 ~ 2019년 한국일보 기자
- 2019년 ~ SBS 기자

## 과거 진행 프로그램
- 2025년 1월 4일 ~ 2025년 7월 19일 : 모닝와이드 (주말 진행)
- 2025년 2월 24일 ~ 2025년 2월 28일, 2025년 7월 7일 ~ 2025년 7월 11일 : 모닝와이드 (평일 임시 진행)